# Sewarion Kirkitadse
Sewarion Kirkitadse (* 31. August 1955 in Planegg) ist ein deutscher Rechtsanwalt und Fernsehdarsteller.

## Leben
Nach dem Abitur 1976 studierte Kirkitadse drei Semester georgische Philologie an der Staatlichen Universität Tiflis. Von 1977 bis 1982 studierte er Rechtswissenschaft an der Ludwig-Maximilians-Universität München. 1985 absolvierte er das zweite juristische Staatsexamen und ist seitdem als Rechtsanwalt tätig. Von 1991 bis 1993 war er Außenhandelsbevollmächtigter Georgiens. Im Jahre 1994 eröffnete er in München seine eigene Anwaltskanzlei. Zudem ist er Dolmetscher für Georgisch.
In den 1990er Jahren trat er als Strafverteidiger in der ZDF-Sendereihe Verkehrsgericht auf. 2001 übernahm er die Rolle des Oberstaatsanwalts in der Gerichtsshow Richter Alexander Hold auf Sat.1. Von September 2003 bis März 2010 trat er als Staatsanwalt in der Sat.1-Pseudo-Doku K11 – Kommissare im Einsatz auf. Er hatte Gastauftritte in verschiedenen Sat.1-Produktionen wie Quizfire (2003), der Show Ottis Wiesnhits (mit Ottfried Fischer, 2004) und als Gastfallensteller in Kai Pflaumes Show Die Comedy-Falle (2006).
Ab Juni 2008 ermittelte die Staatsanwaltschaft München I gegen Kirkitadse wegen Veruntreuung von Mandantengeldern. Das Landgericht München I verurteilte ihn im Mai 2010 in zweiter Instanz zu einer Geldstrafe von 27.000 Euro. Als berufsrechtliche Folge durfte er bis zum 30. Januar 2021 als Rechtsanwalt nicht mehr auf den Rechtsgebieten Strafrecht (mit Ausnahme des Ordnungswidrigkeitenrechts), anwaltliches Berufsrecht, Strafvollstreckungsrecht und Verkehrszivilrecht tätig werden.
Kirkitadse ist Sohn eines georgischen Vaters. Er ist in zweiter Ehe mit der Rechtsanwältin Maria Isabella Kirkitadse verheiratet und zusammen mit ihr in einer Kanzlei in München tätig.